# Järsi (Aruküla)
Järsi est un village de la commune de Raasiku du comté de Harju en Estonie.
Au 31 décembre 2011, il compte 122 habitants.